# Megaceros aenigmaticus
Megaceros aenigmaticus là một loài rêu trong họ Dendrocerotaceae. Loài này được R.M. Schust. mô tả khoa học đầu tiên năm 1992.